# Plaza España (Arequipa)
La Plaza España es una plaza pública en Arequipa, Perú, en el centro histórico de la ciudad. 
La plaza está rodeada por la calle Colón y la avenida siglo XX. En su lado norte se encuentra la iglesia de Santa Marta que data de 1582 durante la época del virreinato del Perú. En su lado oriental se encuentra la sede de la Corte Superior de Justicia de Arequipa, ente que aporta mucha actividad a la plaza.

## Historia
La Plaza España data del siglo XVI cuando se construyó la iglesia de Santa Marta. En la época colonial, la plaza se conocía como la plazuela de Santa Marta.
La fuente de Neptuno fue donada por don José Miguel Forga e inaugurada el 3 de agosto de 1921 en conmemoración al centenario de la independencia del Perú. Ese mismo año el gobierno municipal cambió el nombre de la plaza a "Plaza España".
El 3 de septiembre de 1988 se inauguró la sede de la Corte Superior de Justicia de Arequipa por el presidente del Perú Alan García Pérez.
En el 2020 la fuente de mármol de Neptuno inició su proceso de restauración por la gerencia del Centro Histórico de la Municipalidad Provincial de Arequipa. La fuente fue dañada en el 2013 cuando perdió su tridente a causa de dos personas en estado de ebriedad. La restauración fue realizada por el restaurador Hugo Gómez.

## Galería

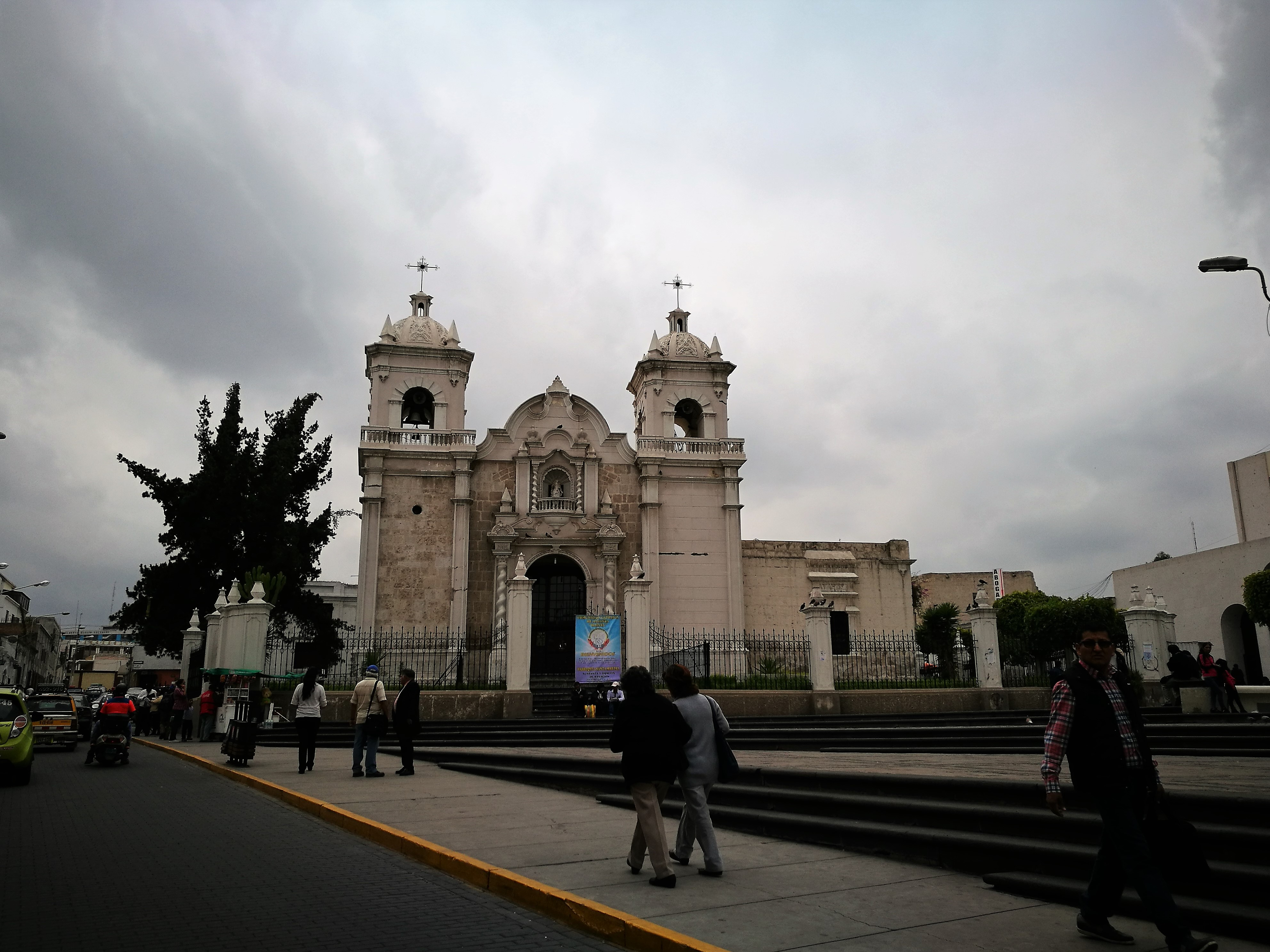
La iglesia de Santa Marta en el lado norte de la plaza.
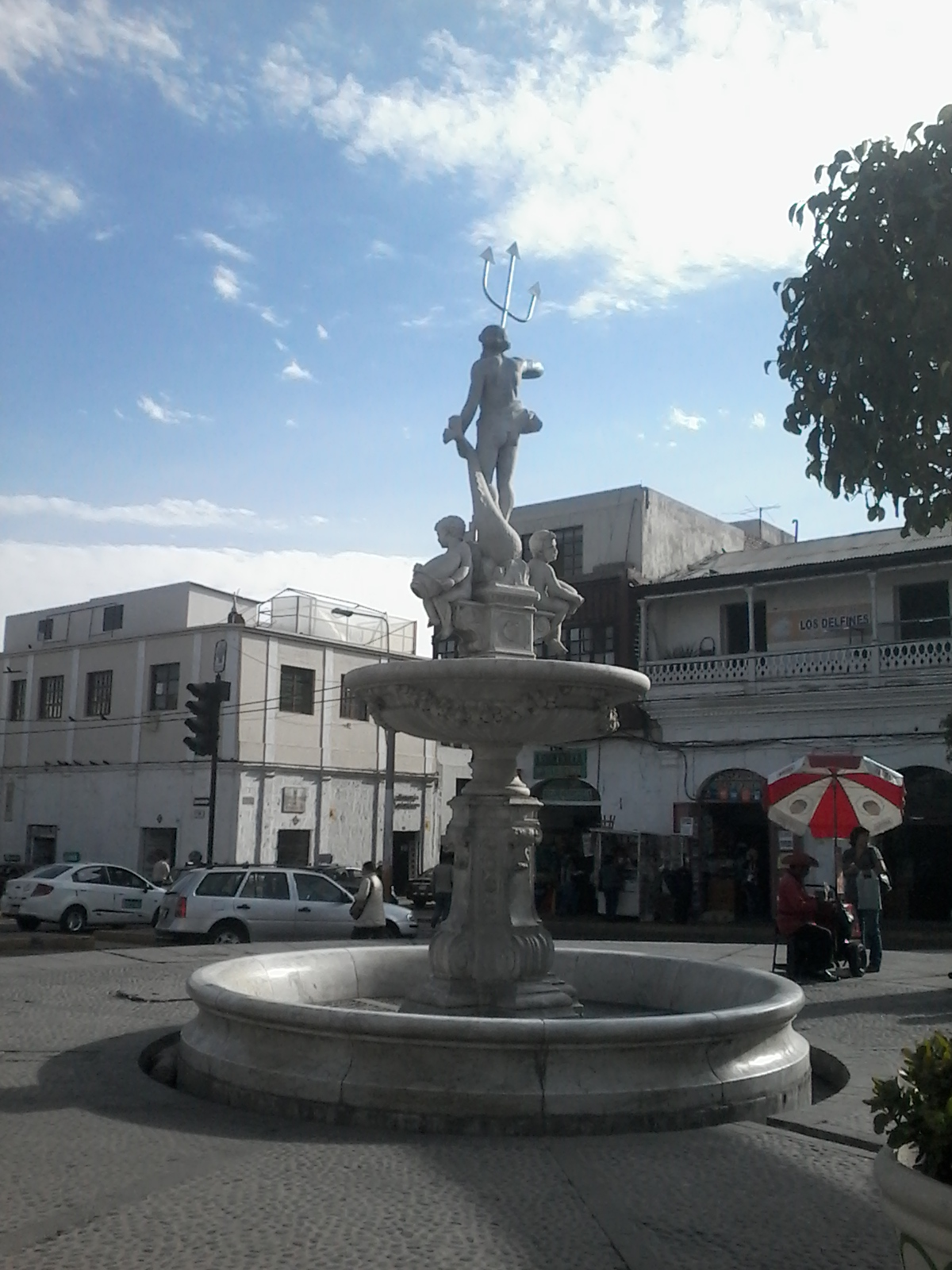
La fuente de Neptuno en el lado sur de la plaza.
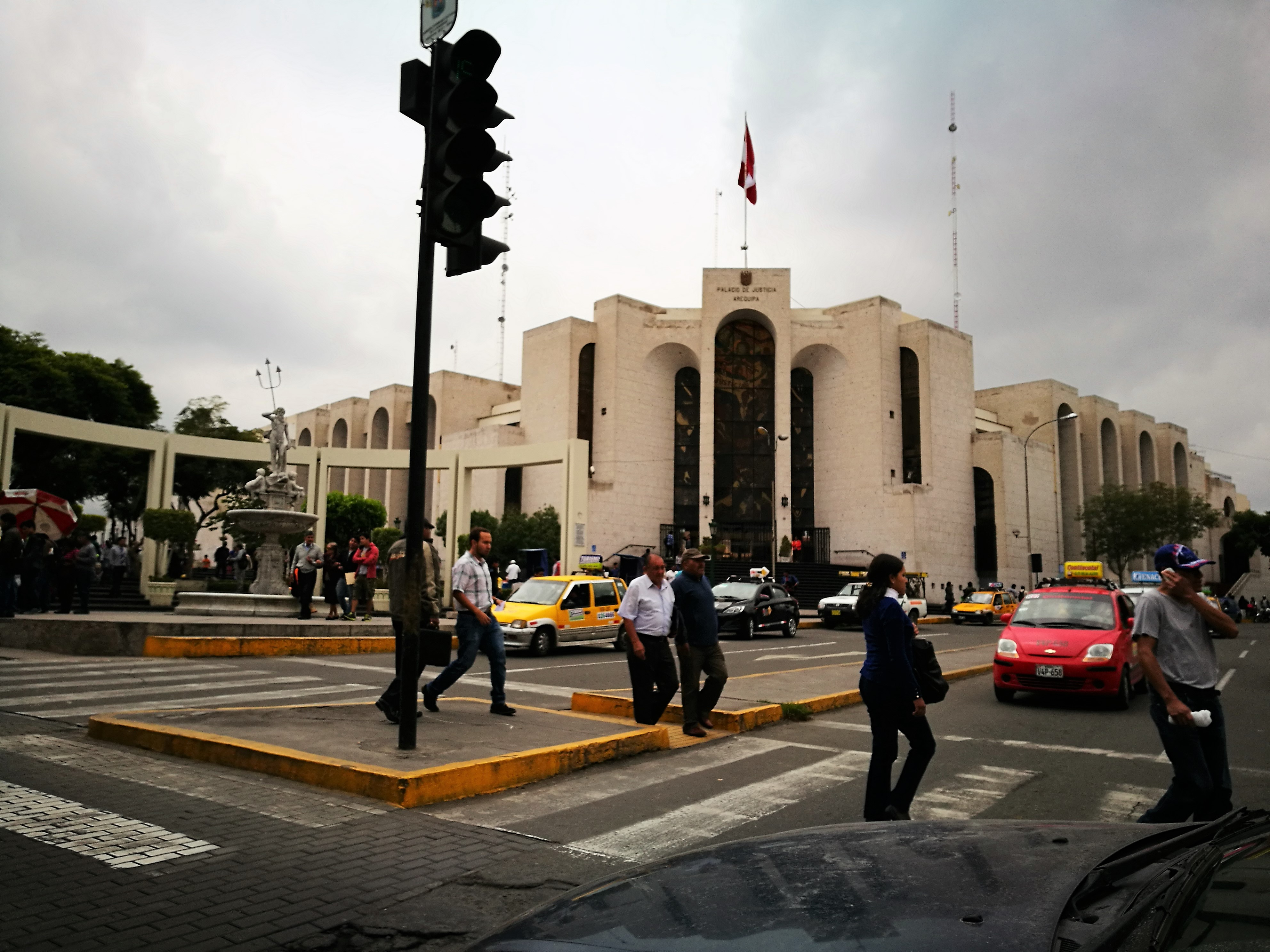
Lado sur de la plaza con la entrada principal de la Corte Superior de Justicia de Arequipa.
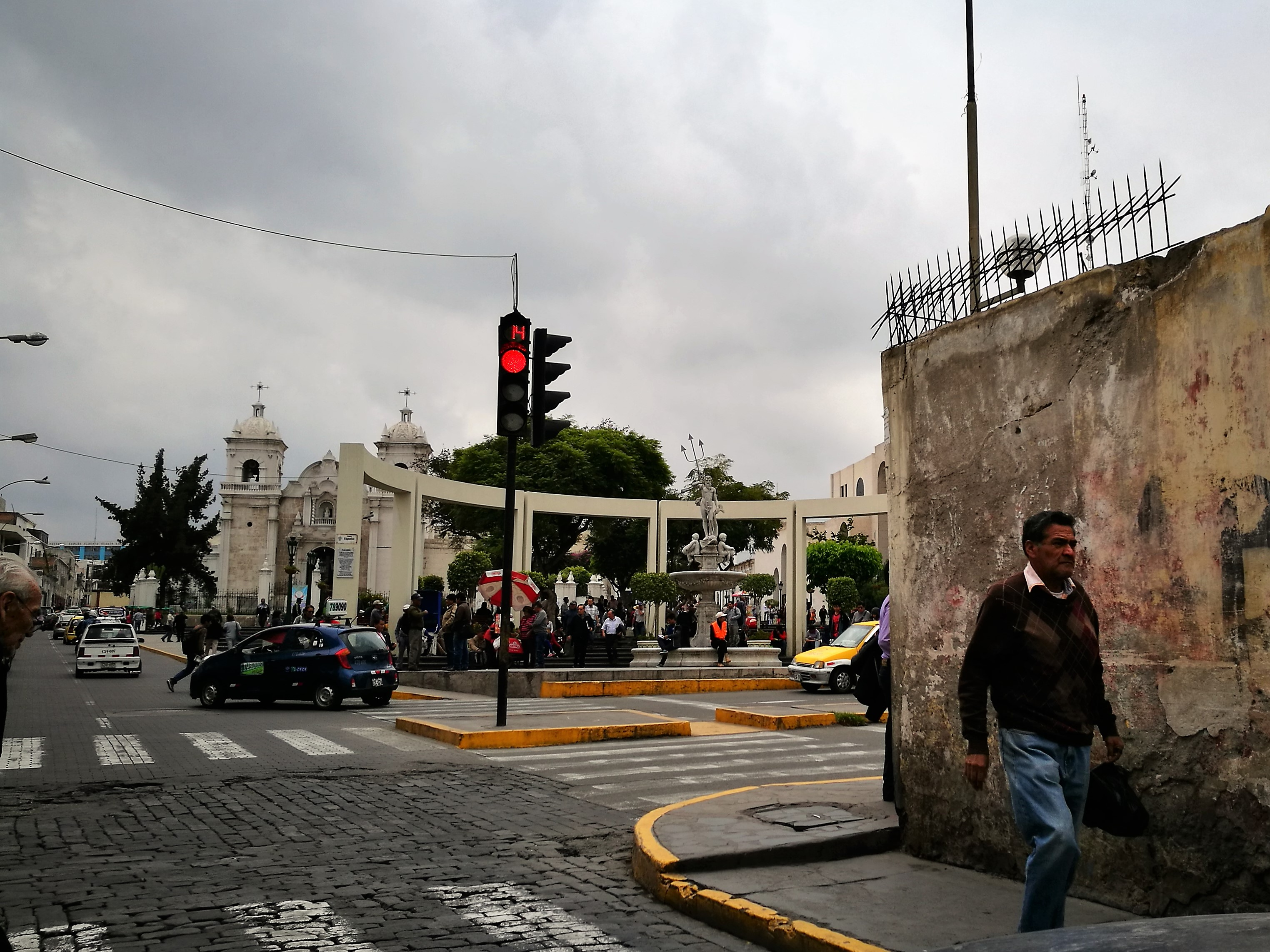
Vista de la Plaza España desde la calle Colón.